# Ufip Énergies et Mobilités
Ufip Énergies et Mobilités (Ufip EM) est une organisation professionnelle de lobbying qui rassemble les sociétés énergétiques et pétrolières.
Ufip Energies et Mobilités exerce son rôle auprès d'élus, du gouvernement, d'administrations, d'associations et d'autres organisations professionnelles ainsi que des médias. Elle publie aussi régulièrement ses chiffres et analyses de ventes de produits pétroliers en France

## Histoire
En 1892 est créée une Chambre syndicale de l’industrie du pétrole (premier groupement professionnel de  la distribution pétrolière)
En 1944 en pleine Seconde Guerre mondiale, une Union des chambres syndicales du pétrole est créée sous forme d'association loi de 1901 regroupant :
- une Chambre syndicale de l’industrie du pétrole ;
- une Chambre syndicale des raffineurs du pétrole – créée en 1932 ;
- une Chambre syndicale des importateurs d’huiles minérales de graissage.

En 1967, l'Union des chambres syndicales du pétrole (UCSIP) est convertie en union de syndicats professionnels, régie par le Code du travail, avec comme fondateurs : la Chambre syndicale de la recherche et de la production du pétrole et du gaz naturel (CSRPPGN), qui sera ensuite rebaptisée Chambre syndicale de l’exploration-production d’hydrocarbures (CSEP) ; la Chambre syndicale du raffinage (CSR) ; la Chambre syndicale des transports pétroliers (CSTP) ; la Chambre syndicale de la distribution des produits pétroliers (CSDPP). En 1990, l'UCSIP devient l’Union française des industries pétrolières (UFIP).
En 2012, les quatre chambres syndicales fusionnent pour former l’UFIP (syndicat professionnel). Ses membres sont les sociétés qui appartenaient antérieurement à ces quatre chambres.
En mars 2022, l’UFIP prend le nom de Ufip Énergies et Mobilités. Selon L'Usine nouvelle, « pour marquer sa diversification dans les nouveaux carburants, à base d’hydrogène, de végétaux ou de déchets, le lobby des pétroliers change de nom. Mais cela ne suffira pas à être crédible sur ces nouveaux enjeux ».

## Activité
L'ufip développe les points de vue de l'industrie pétrolière auprès de tiers sur des sujets divers, technique ou de stratégies marketing (avec par exemple des avis ou interrogations portés par certains de ses membres, parfois au nom de la profession, sur la suppression de l'essence plombée en 2000, la stratégie européenne de lutte contre l'acidification, les agrocarburants, les liens entre l'automobile et la qualité de l'air, l'opportunité « d'une troisième décimale pour le prix du litre de carburant » au moment du passage du Franc à l'Euro ou de prospective (par exemple sur l'évolution du code minier, ou sur l'envol des cours des carburants attendus (en 2014) par l'UFIP pour l'horizon 2015.

## Fonctions et gouvernance au sein de l'UFIP
Douze commissions permanentes sont chargées de définir les positions et les actions de l’UFIP en fonction des orientations et décisions du Conseil. 

## Activité de lobbying

### En France
L'Ufip est inscrite comme représentant d'intérêts auprès de la Haute autorité pour la transparence de la vie publique et déclare pour 2021 des dépenses de lobbying d'un montant compris entre 100 000 et 200 000 euros.

### Auprès des institutions de l'Union européenne
L'Ufip est inscrite depuis 2014 au registre de transparence des représentants d'intérêts auprès de la Commission européenne. Elle déclare en 2014 pour cette activité des dépenses d'un montant compris entre 25 000 et 50 000 euros.